# سچورا
سچورا (به اسپانیایی: Sechura) یک City در Peru است که در Sechura Province واقع شده‌است.